# Европска Црна Гора
Европска Црна Гора је бивша политичка коалиција у Црној Гори коју је водила Демократска партија социјалиста Мила Ђукановића.
Ова коалиција је формирана након сукоба у ДПС-у и први пут се појавила на парламентарним изборима 1998. До 2016. овај савез су чиниле увек Демократска партија социјалиста Црне Горе и Социјалдемократска партија Црне Горе и још неке партије. Од 2012. године ЕЦГ-у се прикључила и Либерална партија Црне Горе.
22. јануара 2016. СДП је званично напустила ову коалицију и тиме је де факто престала да постоји.
- Избори 1998. Коалиција "Да живимо боље" коју су чинили ДПС, СДП и Народна странка.
- Избори 2001. Коалиција "Побједа је Црне Горе — Демократска коалиција" коју су чинили ДПС и СДП.
- Избори 2002. Коалиција "Демократска листа за европску Црну Гору" коју су чинили ДПС, СДП, Грађанска странка, Либерални демократи и Народна слога Црне Горе.
- Избори 2006. Коалиција "За европску Црну Гору" коју су чинили ДПС, СДП и Хрватска грађанска иницијатива.
- Избори 2009. Коалиција "Европска Црна Гора" коју су чинили ДПС, СДП, Бошњачка странка и Хрватска грађанска иницијатива.
- Избори 2012. Коалиција "Европска Црна Гора" коју чине ДПС, СДП и Либерална партија Црне Горе.